# アダチ
アダチ（阿塔赤、阿答赤、生年不詳 - 1274年）は、モンゴル帝国の軍人。アス族の出身。

## 経歴
ハンクス（杭忽思）の長子として生まれた。憲宗モンケの下で従軍し、釣魚山で南宋の軍と戦って功績を上げた。アリクブケの乱が起こると、アダチは也里可の下で従軍し、寧夏で阿藍答児や渾都海と戦い、矢を腹に受けながら奮戦した。クビライの賞賛を受け、召し出されて宿衛に入った。中統2年（1261年）、クビライの親征に従ってアリクブケ軍を失木里禿の地まで追撃した。中統3年（1262年）、李璮の乱の征討に従った。至元5年（1268年）、不答台とともに南征し、金剛台を攻め落とした。至元6年（1269年）、安慶府を攻撃して、戦功を上げた。至元7年（1270年）、五河口を落とした。至元11年（1274年）、長江沿岸の諸郡の攻略に従い、鎮巣に駐屯したが、酒に酔っていたところを南宋の降将の洪福に殺害された。
子のベクタル（伯答児）が後を嗣いだ。

## 伝記資料
- 『元史』巻132 列伝第19
- 『元史』巻135 列伝第22